# Waag (Amsterdam)

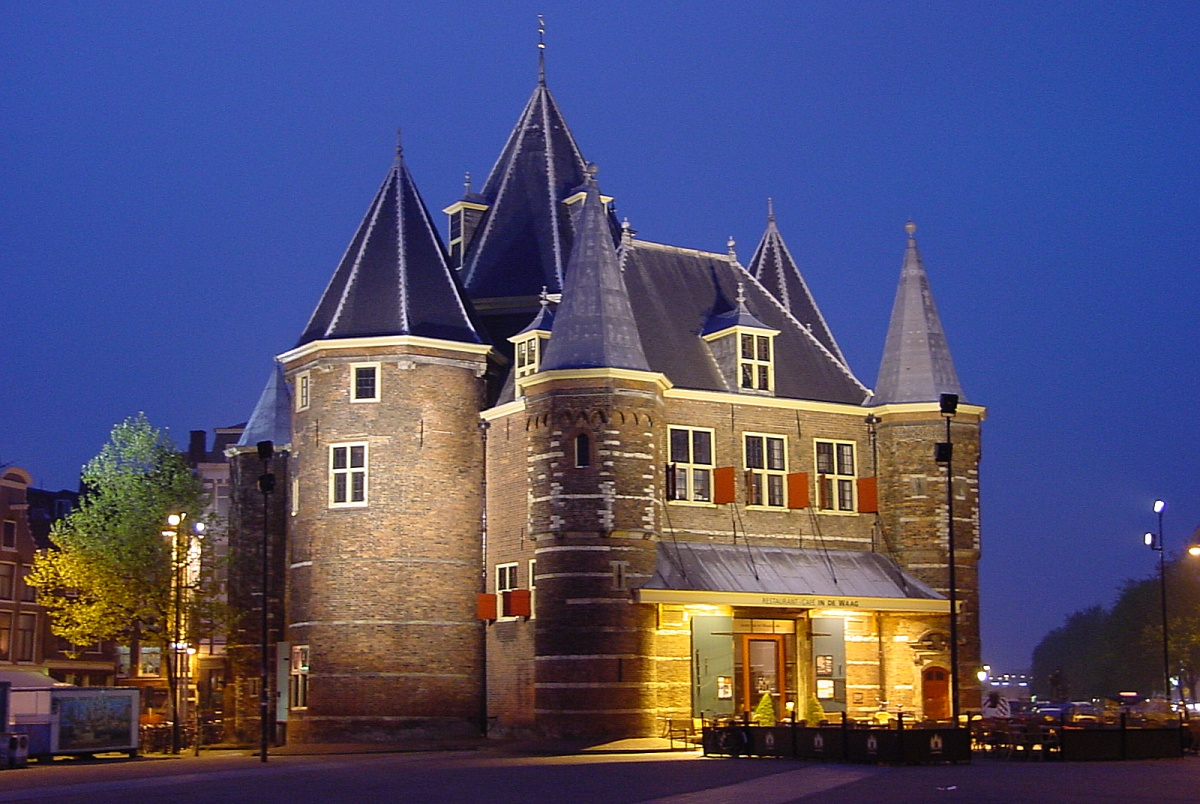
Vista nocturna del Waag.

El Waag ("casa del peso") es un edificio del siglo XV situado en la plaza Nieuwmarkt en Ámsterdam. 
El Waag es el edificio no religioso más antiguo de la ciudad de Ámsterdam. En la Edad Media, esta construcción era una de las puertas de acceso a la ciudad, conocida como Puerta de San Antonio, integrada en la antigua muralla que circundaba la ciudad. Tras el derribo de las murallas en 1614, se instaló allí, la Nieuwmarkt o plaza del Mercado Nuevo, agregándose un techo entre sus torres, utilizándose como Casa de pesos sirviendo como sede de distintos gremios. A partir del siglo XIX, con la desaparición de los gremios, el inmueble se utilizó como museo, parque de bomberos y teatro anatómico, entre otros.